# Bayesian
Le Bayesian est un superyacht à voile de 56 mètres (184 pieds), construit sous le nom de Salute par Perini Navi à Viareggio, en Italie, et livré en 2008. Le navire fut réaménagé pour la dernière fois en 2020 et devint la propriété d'Angela Bacares, épouse de l'entrepreneur en technologie Mike Lynch.
Il coula dans un naufrage en Méditerranée, au large de la Sicile au matin du 19 août 2024, avec vingt-deux personnes à son bord, faisant sept victimes dont Lynch et l'une de ses deux filles, et fut remonté en mai 2025 à l’aide d’une grue.

## Conception
Bayesian est un cotre à flybridge conçu par Ron Holland, construit avec une coque en aluminium de 56 m et un gréement de cotre dont le mât en aluminium de 75 m était au moment de sa conception le plus haut du monde. Le yacht est équipé d'une quille rétractable qui permet de réduire son tirant d'eau de 10 à 4 m. Il est le cinquième des dix navires de cette gamme construits par Perini Navi sur le même chantier naval (bien que les autres aient tous été des ketchs) et l'un des plus grands yachts à voile du monde. Il dispose d'un cockpit arrière traditionnel et d'un cockpit supplémentaire de 60 m2 entièrement fermé à l'avant. L'intérieur a été aménagé dans un style japonais par le cabinet de design français Rémi Tessier Design. Le bateau a été élu « meilleur intérieur » aux International Superyacht Society Awards 2008 et « meilleur voilier de plus de 45 mètres » aux World Superyacht Awards 2009. Équipé de deux moteurs MTU de 720 KW (soit environ 979 ch) chacun qui lui permettent d'atteindre 15,6 kn en vitesse de pointe, il peut transporter 50 000 litres de gasoil et 12 400 litres d'eau.

## Histoire
Salute était une commande de l'entrepreneur néerlandais Eric Albada Jelgersma (1939-2018), qui, paralysé en 2005 après un accident de yachting, le revend en 2008 au promoteur immobilier néerlandais John Groenewoud,. Celui-ci le revend à son tour en novembre 2014 à Revtom Ltd., une société de l'île de Man appartenant à Angela Bacares. épouse de l'entrepreneur technologique Mike Lynch, qui le rebaptisa Bayesian, en référence à l'inférence bayésienne utilisée dans l'apprentissage automatique statistique par la société de Lynch, Autonomy Corporation et avec laquelle il fit fortune. Le yacht, immatriculé au Royaume-Uni, attaché au port de Londres, fut réaménagé en 2020 et géré depuis 2022 par Camper & Nicholsons International (en) à Genève,.
Au cours d’un voyage destiné à fêter l’acquittement de Mike Lynch pour des accusations de fraude liées à la vente de la société Autonomy à Hewlett-Packard, le navire est ancré dans les eaux côtières de Porticello en Sicile. Le 19 août 2024, possiblement frappé par une trombe d'eau ou une rafale descendante au cours d'une puissante tempête aux premières heures du matin, le Bayesian sombre subitement avec vingt-deux personnes à son bord. Quinze seront secourues. Les plongeurs chargés de la récupération des corps observeront que la quille du navire est en partie relevée, sans qu'il soit possible de déterminer si cette position résulte de l'impact avec le fond ou constituait sa position au mouillage. Dans le deuxième cas, cette position était de nature à compromettre la stabilité du navire et pourrait être un facteur contributif important à son naufrage : en effet, le bateau, quille relevée et voiles affalées, était susceptible de chavirer sous l’effet des vents de plus de 115 km/h qui ont soufflé ce jour-là, vulnérabilité dont l’équipage n’était pas informé. L’enquête devra aussi déterminer si certaines ouvertures, hublots, panneaux ou garages pour annexes avaient imprudemment été laissés ouverts.
La Guardia Costiera déclare le 22 août 2024 qu'une décision sur le renflouement de l'épave doit être envisagée. Opération longue, coûteuse et complexe souligne le parquet italien, mais élément crucial de l'enquête. L'opération devait commencer le 30 avril 2025 pour un montant de 30 millions de dollars financé par les assureurs du navire.
En mai 2025 débutent les opérations de renflouage. Le 9 mai, un plongeur de 39 ans, Rob Huijben, meurt durant l’opération. La coque du navire est finalement remontée à la surface le 20 juin, après que les équipes de sauvetage ont détaché le mât, qui sera récupéré plus tard, afin que la coque puisse être redressée. Le 22 juin, le Bayesian est mis à terre dans le port voisin de Termini Imerese pour un examen plus approfondi.